# Thecla cauter
Thecla cauter är en fjärilsart som beskrevs av Druce 1907. Thecla cauter ingår i släktet Thecla och familjen juvelvingar. Inga underarter finns listade i Catalogue of Life.